# Liste der Bodendenkmäler in Velden (Pegnitz)
Auf dieser Seite sind die Bodendenkmäler in der mittelfränkischen Stadt Velden zusammengestellt. Diese Tabelle ist eine Teilliste der Liste der Bodendenkmäler in Bayern. Grundlage ist die Bayerische Denkmalliste, die auf Basis des Bayerischen Denkmalschutzgesetzes vom 1. Oktober 1973 erstmals erstellt wurde und seither durch das Bayerische Landesamt für Denkmalpflege geführt wird. Die folgenden Angaben ersetzen nicht die rechtsverbindliche Auskunft der Denkmalschutzbehörde.

Mit dem Stand vom 3. Juli 2018 sind 14 Bodendenkmäler von Velden in der Bayerischen Denkmalliste eingetragen.

## Hinweise zu den Angaben in der Tabelle
- Spalte Name, Bezeichnung: Bezeichnung des denkmalgeschützten Objektes
- Spalte Ortsteil: Ortsteil, in dem sich das denkmalgeschützte Objekt befindet
- Spalte  Koordinaten: Geografischer Standort
- Spalte Denkmalnummer: Offizielle Denkmalnummer des Bayerischen Landesamts für Denkmalpflege
- Spalte Zeitstellung: Besondere Daten, so weit bekannt oder ableitbar, teilweise auch Datum der Ersterwähnung der Liegenschaft
- Spalte Denkmalumfang, Bemerkung: Nähere Erläuterungen über den Denkmalstatus, den Umfang der Liegenschaft und ihre Besonderheiten

Bis auf die Spalte Bild sind alle Spalten sortierbar.

## Liste der Bodendenkmäler
| Name, Bezeichnung                                                                                           | Ortsteil           | Koordinaten                        | Denkmalnummer | Zeitstellung        | Denkmalumfang, Bemerkung                                                                          | Bild           |
| --- | ------------------ | ---------------------------------- | ------------- | ------------------- | ------------------------------------------------------------------------------------------------- | -------------- |
| Grabhügel der Hallstattzeit                                                                                 | Treuf              | 49° 37′ 12,75″ N, 11° 28′ 26,59″ O | D-5-6334-0020 |                     | In der Waldflur „Großes Bergholz“                                                                 |                |
| Höhlenstation vor- und frühgeschichtlicher Zeitstellung                                                     | Treuf              | 49° 36′ 20,77″ N, 11° 28′ 53,47″ O | D-5-6334-0021 |                     | Andreaskirche (D 13)                                                                              | weitere Bilder |
| Höhlenstation vor- und frühgeschichtlicher Zeitstellung                                                     | Treuf              | 49° 36′ 37,58″ N, 11° 28′ 17,8″ O  | D-5-6334-0022 |                     | Appenloch (D 150), auch Michelhöhle oder Friedrichshöhle genannt                                  | weitere Bilder |
| Höhlenstation vor- und frühgeschichtlicher Zeitstellung                                                     | Viehhofen          | 49° 38′ 20,69″ N, 11° 29′ 8,84″ O  | D-5-6334-0024 |                     | Großes Rohenloch (D 18)                                                                           | weitere Bilder |
| Höhlenstation vor- und frühgeschichtlicher Zeitstellung                                                     | Viehhofen          | 49° 37′ 29,03″ N, 11° 28′ 31,4″ O  | D-5-6334-0025 |                     | Geisloch bei Münzinghof (D 16), auch als Geislochhöhle bezeichnet                                 | weitere Bilder |
| Höhlenstation vor- und frühgeschichtlicher Zeitstellung                                                     | Viehhofen          | 49° 38′ 21,37″ N, 11° 29′ 21,08″ O | D-5-6334-0026 |                     | Raumgrotte (D 164), auch als Raumhöhle bezeichnet                                                 | weitere Bilder |
| Abschnittsbefestigung vor- und frühgeschichtlicher Zeitstellung                                             | Velden             | 49° 36′ 37,35″ N, 11° 30′ 42,87″ O | D-5-6335-0028 |                     | Abschnittsbefestigung auf den Veldener Felsen, größtenteils modern überbaut                       |                |
| Freilandstation des Mesolithikums                                                                           | Velden             | 49° 36′ 42,58″ N, 11° 31′ 2,65″ O  | D-5-6335-0030 |                     | Am Südostende von Velden, in einem großen Bogen der Pegnitz                                       |                |
| Höhlenstation der frühen Bronzezeit                                                                         | Velden             | 49° 36′ 46,13″ N, 11° 30′ 26,32″ O | D-5-6335-0031 |                     |                                                                                                   |                |
| Spätmittelalterliche Kirchenwüstung St. Gotthard                                                            | Velden/Hartenstein | 49° 36′ 14,95″ N, 11° 31′ 18,97″ O | D-5-6335-0037 | Spätmittelalterlich | Abgegangene Kirche am Gotthardsberg. Gemeindegrenze zu Hartenstein überschreitendes Bodendenkmal. | weitere Bilder |
| Mittelalterliche und frühneuzeitliche Stadtbefestigung von Velden                                           | Velden             | 49° 36′ 50,63″ N, 11° 30′ 39,34″ O | D-5-6335-0046 |                     | Stadtbefestigung nur noch teilweise erhalten                                                      |                |
| Mittelalterliche und frühneuzeitliche Altstadt von Velden                                                   | Velden             | 49° 36′ 48,75″ N, 11° 30′ 38,47″ O | D-5-6335-0047 |                     |                                                                                                   |                |
| Mittelalterliche und frühneuzeitliche Befunde im Bereich der evangelisch-lutherischen Pfarrkirche St. Maria | Velden             | 49° 36′ 46,12″ N, 11° 30′ 42,63″ O | D-5-6335-0048 |                     | St. Maria                                                                                         |                |
| Spätmittelalterliche und frühneuzeitliche Befunde im Bereich des ehemaligen Pflegschlosses                  | Velden             | 49° 36′ 47,98″ N, 11° 30′ 32,72″ O | D-5-6335-0063 |                     | Pflegschloss Velden                                                                               |                |